# 잘구

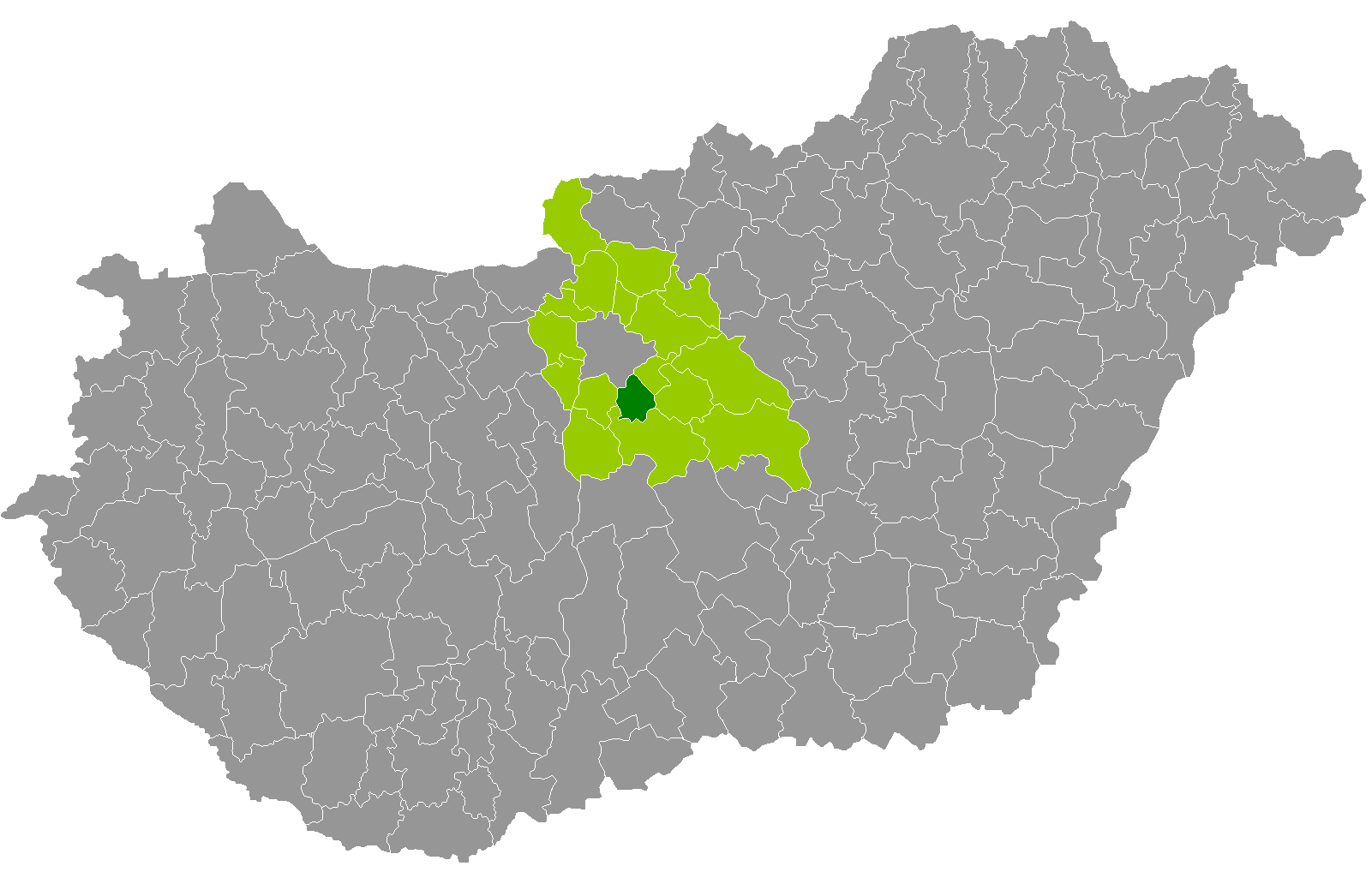
페슈트주 지도에 표시된 잘구의 위치

잘구(헝가리어: Gyáli járás)는 헝가리 페슈트주에 위치한 구로 구청 소재지는 잘이며 면적은 170.99km2, 인구는 40,853명(2011년 기준), 인구 밀도는 239명/km2이다.
북쪽으로는 부다페스트, 동쪽으로는 베체시구, 모노르구, 남쪽으로는 더버시구, 서쪽으로는 시게트센트미클로시구와 접한다. 4개 지방 자치체(2개 시, 2개 마을)를 관할한다.

구 문장